# 잠원동
잠원동(蠶院洞)은 서울특별시 서초구에 있는 동이다. 반포3동의 법정동 또한 잠원동이다. 강남구 신사동, 압구정동, 서초동과 접해있다. 이전에는 강남구에 속해 있었으나 1988년 서초구 관할이 되었다.

## 역사
잠원동은 조선말까지 경기도 과천군 상북면 잠실리와 사평리로 불려왔는데 1914년에는 시흥군 신동면 잠실리로 칭했고 1963년 서울시에 편입되면서 잠원동이 되었다. 잠원동은 뽕나무, 양잠과 관계가 깊었던 곳으로 조선시대엔 이곳에 국립양잠소격인 잠실도회가 설치되었던 곳이다. 잠원동이란 동명도 양잠과 관련있다. 원래 잠실리라 불리던 것이 서울로 편입될 때 송파구(1963년 당시에는 강동구)의 잠실동과 구분하기 위하여 잠실리의 ‘잠’자와 인근 신동면 신원리의 ‘원’자를 따서 ‘잠원동’이라 부르게 된 것이다. 인근지역은 뽕나무밭이어서 뽕나무 묘목을 재배하고 양잠을 치는 농가가 주류를 이루었으며, 한강변에 이 지역이 위치하고 있어 뱃사람 또한 많았다.

## 법정동
- 잠원동

## 교육
- 서울신동초등학교
- 신동중학교
- 경원중학교
- 서울반원초등학교

## 지하철
- 서울 지하철 3호선 고속터미널역, 신사역, 잠원역
- 서울 지하철 7호선 고속터미널역, 논현역, 반포역
- 서울 지하철 9호선 고속터미널역

## 사건
- 2019년 7월 4일 : 철거 작업을 진행하고 있는 동궁빌딩에서 건물의 지지대가 파손, 외벽 30여 t가량 공사 구역 바깥쪽으로 쓰러지면서 발생한 사건이 일어났다. 이 사건의 여파로 차량 4대가 붕괴된 구조물에 의해 깔려 파손, 1명이 숨지고, 3명이 다친 사건이다.

## 아파트
| 단지명                 | 건설사              | 시행사                                 | 주소                                                    | 입주        | 비고                                                                          |
| ---------------------- | ------------------- | -------------------------------------- | ------------------------------------------------------- | ----------- | ----------------------------------------------------------------------------- |
| 반포 센트럴자이        | 지에스건설㈜        | 신반포6차아파트 주택재건축정비사업조합 | 서초구 반포대로 310-6                                   | 2020년 5월  | 신반포 6차 재건축                                                             |
| 신반포자이             | 지에스건설㈜        | 반포한양아파트 주택재건축정비사업조합  | 서초구 잠원로 60                                        | 2018년 7월  | 반포한양 재건축                                                               |
| 메이플자이             | 지에스건설㈜        | 신반포4지구 재건축정비사업조합         | 서초구 신반포로 251 (1단지) 서초구 신반포로 253 (2단지) | 2025년 6월  | 신반포 4지구 재건축 (신반포 8차, 9차, 10차, 11차, 17차, 녹원한신, 베니하우스) |
| 신반포 아크로리버뷰    | 대림산업            |                                        |                                                         |             | 신반포 5차 재건축                                                             |
| 래미안 신반포 팰리스   | 삼성물산㈜ 건설부문 | 잠원대림아파트 주택재건축정비사업조합  | 서초구 잠원로8길 35                                     | 2016년 6월  | 잠원대림 재건축                                                               |
| 래미안 신반포 리오센트 | 삼성물산㈜ 건설부문 | 신반포18차·24차 주택재건축정비사업조합 | 서초구 잠원로14길 32                                    | 2019년 6월  | 신반포 18차, 24차 재건축                                                      |
| 디에이치 르블랑        | 현대건설            |                                        |                                                         |             |                                                                               |
| 반포 르엘              | 롯데건설            | 반포우성아파트 주택재건축정비사업조합  | 서초구 신반포로23길 23                                  | 2022년 8월  | 반포우성 재건축                                                               |
| 반포 르엘 2차          | 롯데건설            | 신반포2차아파트 주택재건축정비사업조합 | 서초구 신반포로23길 33                                  | 2022년 12월 | 신반포4차 재건축                                                              |
| 신반포 르엘            | 롯데건설            |                                        | 서초구 잠원로14길 42                                    |             |                                                                               |